# Ménil-Vin
Ménil-Vin è un comune francese di 63 abitanti situato nel dipartimento dell'Orne nella regione della Normandia.

## Società

### Evoluzione demografica
Abitanti censiti